# Арефьев, Артём Олегович
Артём Олегович Арефьев (род. 9 ноября 2000 года, Москва, Россия) — российский конькобежец, мастер спорта международного класса, многократный призёр юниорских чемпионатов мира. Обладатель юниорского Кубка мира (2019). Член национальной сборной на Зимних Олимпийских играх в Пекине (2022).

## Биография
Родился в Москве, но позже семья переехала в Череповец. Родители — спортсмены, отец — конькобежец, мама — лыжница. Занимался различными видами спорта, включая самбо и хоккей. В конькобежном спорте первым тренером был Александр Калинин.
Воспитанник Училища олимпийского резерва № 2. Студент кафедры теории и методики конькобежного спорта и фигурного катания НГУ им. П. Ф. Лесгафта.

## Спортивные достижения
В 2019 году на чемпионате России в Коломне установил новый рекорд России среди юниоров на дистанции 500 м, показав результат 34,70 секунд. На дистанции 1000 м стал третьим.
В 2020 году стал бронзовым призёром чемпионата России на дистанции 500 м. На чемпионате мира среди юниоров в Польше завоевал серебро на дистанции 500 м, а также вместе с Даниилом Алдошкиным и Степаном Чистяковым стал вторым в командном спринте.
На первом взрослом Чемпионате Европы в Херенвене занял 9-е место на дистанции 1000 м.
В 2021 году на этапе Кубка мира по конькобежному спорту завоевал золотую медаль на дистанции 500 м. 
В 2022 году на Зимних Олимпийских Играх в Пекине стал 7-м на дистанции 500 м.